# Smržov u Smiřic
Smržov (deutsch Smrschow, 1939–45 Morchelheid) ist eine Gemeinde in Tschechien. Sie liegt vier Kilometer östlich von Smiřice und gehört zum Okres Hradec Králové.

## Geographie

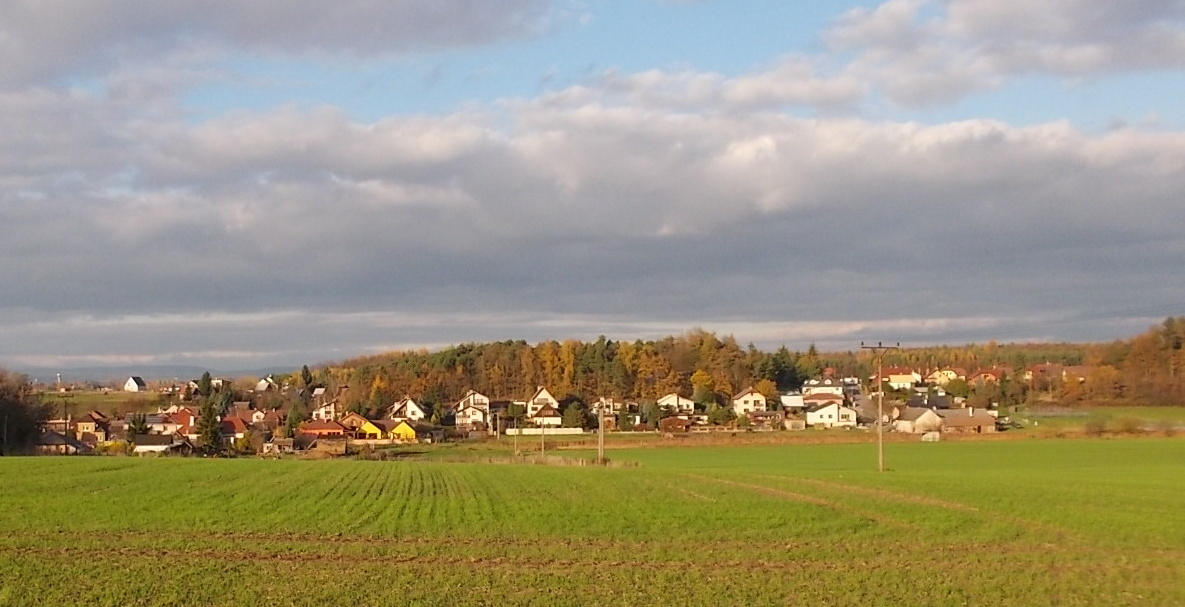
Ortsansicht

Smržov befindet sich auf der Ostböhmischen Tafel am Südwestrand des Waldgebietes Rasošký les in der Talmulde des Baches Smržovský potok. Westlich erhebt sich der Höhenrücken Bílý kopec (262 m).
Nachbarorte sind Rasošky im Norden, Nový Ples und Čápovka im Nordosten, Lejšovka im Osten, Libřice im Südosten, Černilov und Na Drahách im Süden, Hubíles im Südwesten, Smiřice im Westen sowie Vlkov im Nordwesten.

## Geschichte
Die erste urkundliche Erwähnung des Dorfes erfolgte 1490, als der Besitzer des Dorfes, Hašek Střížek von Lužany, die Herrschaft Smiřice kaufte. 1588 bestand Smržov aus 13 Siedlerstellen.
Nach der Aufhebung der Patrimonialherrschaften entstand 1850 die zum Bezirk Königinhof gehörige Gemeinde Smržov-Hubilesy. Beide Dörfer stellten abwechselnd den Bürgermeister. 1895 wurde die Dorfschule gebaut. Im Jahre 1896 trennten sich Smržov und Hubilesy und bildeten jeweils eigene Gemeinden. Während der Zeit des Protektorates Böhmen und Mähren erhielt das Dorf den germanisierten Namen Morchelheid. Zwischen 1949 und 1960 gehörte die Gemeinde zum Okres Jaroměř. Nach dessen Auflösung kam sie zu Beginn des Jahres 1961 zum Okres Hradec Králové. Die Schule wurde 1966 geschlossen. 1967 wurde Hubíles eingemeindet.

## Gemeindegliederung
Die Gemeinde Smržov besteht aus den Ortsteilen Hubíles (Hubiles) und Smržov (Smrschow).

## Sehenswürdigkeiten

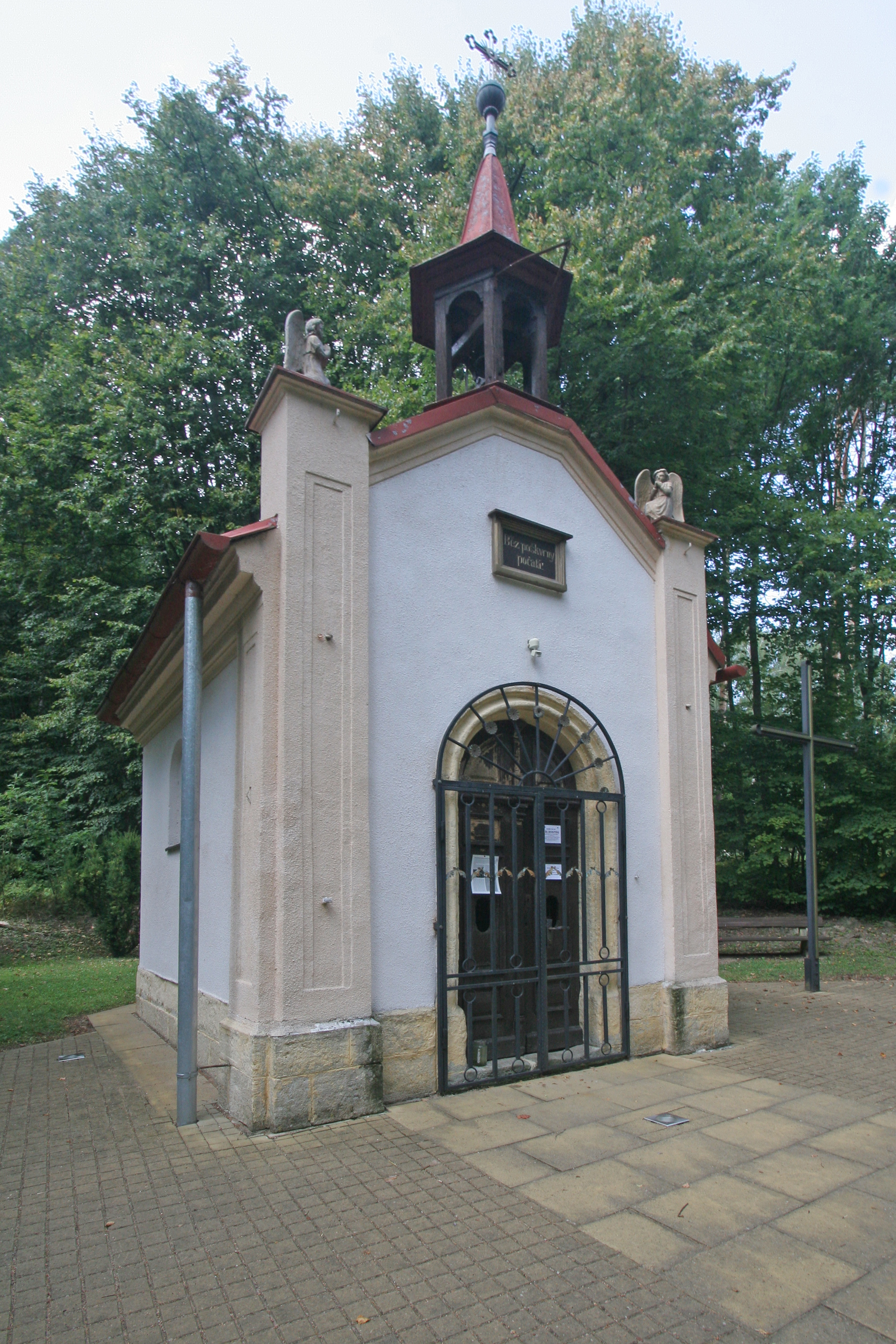
Kapelle

- Neogotische Kapelle Heimsuchung Mariä, erbaut 1879 auf einer Wiese bei einer Quelle am Rande des Rasošký les
- Kruzifix und Marterl in Hubíles
- Reste der Feste Kalthaus im Forst Kaltouz, südöstlich des Dorfes